# Liparis cespitosa
Liparis cespitosa là một loài thực vật có hoa trong họ Lan. Loài này được (Lam.) Lindl. mô tả khoa học đầu tiên năm 1825.